# Čany
Čany (in russo Чаны) è una cittadina dell'Oblast' di Novosibirsk, nella Siberia meridionale, in Russia, capoluogo del distretto di Čanovskij. Secondo i dati del censimento del 2002 trattato nella città di Čany, essa conta 9 093 abitanti.